# Kloulklubed
Kloulklubed, bijwijlen gespeld als Klouklubed, is de hoofdplaats en de grootste nederzetting van de Palause staat Peleliu en de vierde grootste in heel Palau. Het dorp telt 782 inwoners (schatting 2010) en ligt aan de noordwestkust van het gelijknamige eiland Peleliu, het enige bewoonde van de staat. Net ten zuiden van Kloulklubed ligt het gehucht Koska, oostelijk van het dorp bevindt zich Imelechol. Kloulklubed heeft een basisschool.
Kloulklubed was een centrum voor de Japanse operaties op Peleliu en omstreken tijdens de Tweede Wereldoorlog.

## Bezienswaardigheden en toerisme
- Het Peleliu World War II Memorial Museum stelt zowel voorwerpen van de Amerikanen als van de Japanners tentoon.
- De ruïnes van een Japans communicatiecentrum en een monument ter nagedachtenis van de bloedige Slag om Peleliu herinneren eveneens aan de Tweede Wereldoorlog.
- Net oostelijk van het centrum, nabij het kantoor van de gouverneur, liggen de graven van de eerste president van het nog niet onafhankelijke Palau, Haruo Remeliik (vermoord tijdens zijn ambt in 1985) en de eerste voorzitter van het hooggerechtshof, Mamoru Nakamura (overleden na een hartaanval in 1992).

Kloulklubed beschikt niet over echte hotels; er zijn wel een aantal pensions.

Eilanden: Ngabad · Ngaregeu · Ngergol · Ngesebus · Ngurungor · Peleliu · Ruriid

Plaatsen: Imelechol · Kloulklubed · Koska · Lademisang · Ongeuidel
Airai · Dongosaro · Hatohobei · Imeong · Kayangel · Kloulklubed · Koror · Melekeok · Mengellang · Mongami · Ngaramasch · Ngatpang Village · Ngchesar Hamlet · Ngercheluuk · Ulimang · Urdmang